# Stephan Hocke
Stephan Hocke  (Suhl, 20 oktober 1983) is een voormalig Duits schansspringer. 

## Carrière
Hocke won op achttienjarige leeftijd zijn eerste en enige wereldbekerwedstrijd. Zijn grootste succes was het winnen van olympisch goud in de landenwedstrijd in 2002. Nadien nam Hocke nog tweemaal deel aan de wereldkampioenschappen, echter zonder hoog in de eindstand te eindigen.

## Belangrijkste resultaten

### Olympische Winterspelen
| Editie | Plaats         | Resultaten                         |
| ------ | -------------- | ---------------------------------- |
| 2002   | Salt Lake City | 12e grote schans · landenwedstrijd |

### Wereldkampioenschappen schansspringen
| Jaar | Plaats  | Resultaten                                             |
| ---- | ------- | ------------------------------------------------------ |
| 2007 | Sapporo | 28e grote schans 32e grote schans 8e landenwedstrijd   |
| 2009 | Liberec | 19e kleine schans 12e grote schans 10e landenwedstrijd |

### Klassementen
| Seizoen   | Algm | 4S  |
| --------- | ---- | --- |
| 2001/2002 | 9e   | 10e |
| 2002/2003 | 52e  | 38e |
| 2003/2004 | 34e  | 32e |
| 2004/2005 | 27e  | 49e |
| 2005/2006 | 82e  | -   |
| 2006/2007 | 65e  | -   |
| 2007/2008 | 45e  | 53e |
| 2008/2009 | 32e  | 15e |
| 2009/2010 | 80e  | 62e |
| 2010/2011 | 31e  | 25e |
| 2011/2012 | 36e  | 16e |